# Givron
Givron est une commune française située dans le département des Ardennes, en région Grand Est.

## Géographie

### Hydrographie
La commune est dans la région hydrographique « la Seine du confluent de l'Oise (inclus) à l'embouchure » au sein du bassin Seine-Normandie. Elle est drainée par le ruisseau Doumely, le cours d'eau 02 de la commune de la Romagne, le cours d'eau 01 de la commune de Wasigny, le Fossé 01 de la commune de Chaumont-Porcien, le cours d'eau 01 de Pagan et divers autres petits cours d'eau,.
Le ruisseau Doumely, d'une longueur de 12 km, prend sa source dans la commune de Rocquigny et se jette  dans la Vaux à Justine-Herbigny, après avoir traversé cinq communes.

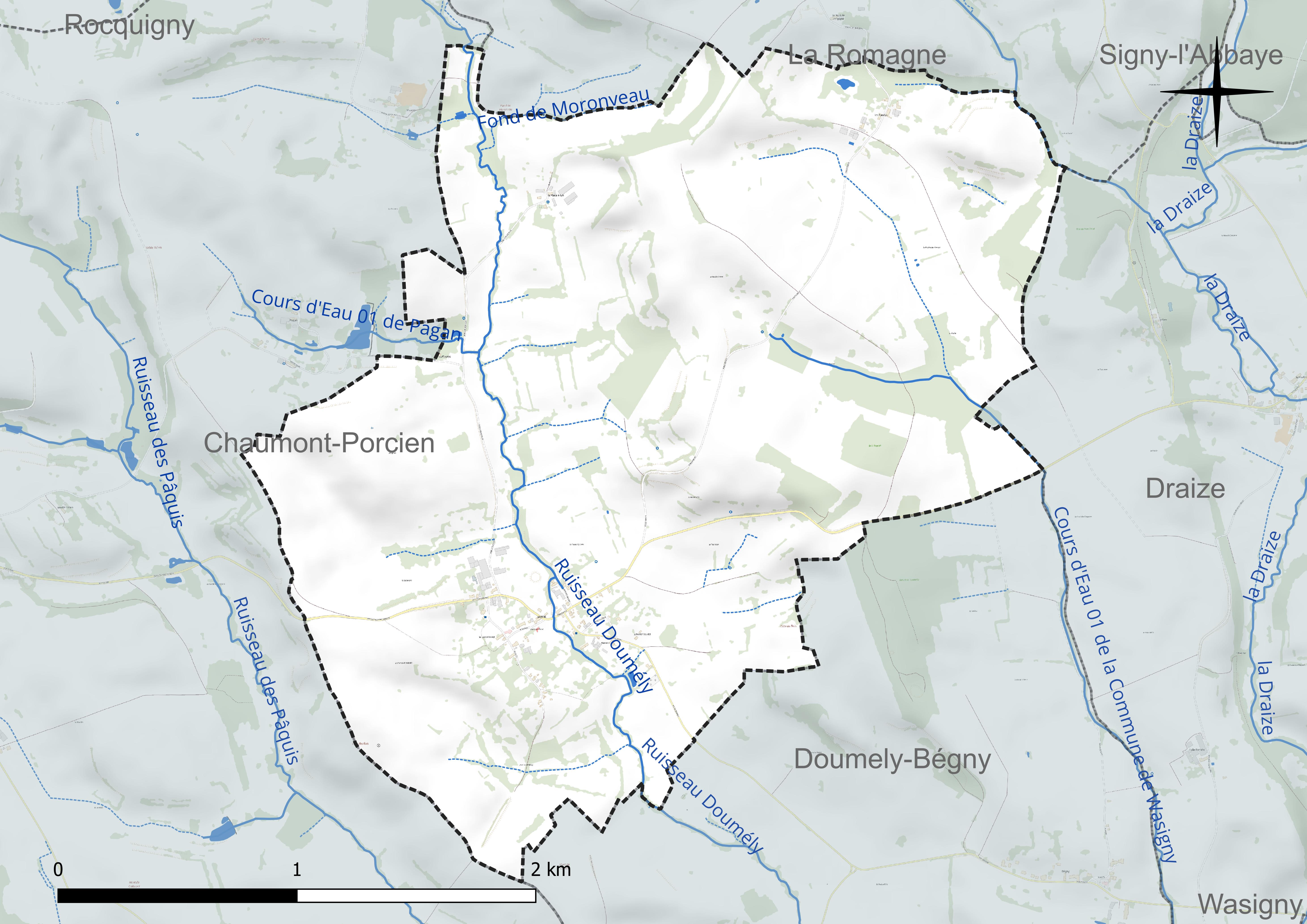
Réseau hydrographique de Givron.

### Climat
Pour des articles plus généraux, voir Climat du Grand Est et Climat des Ardennes.
En 2010, le climat de la commune est de type climat des marges montargnardes, selon une étude du Centre national de la recherche scientifique s'appuyant sur une série de données couvrant la période 1971-2000. En 2020, Météo-France publie une typologie des climats de la France métropolitaine dans laquelle la commune est exposée à un climat océanique altéré et est dans la région climatique Nord-est du bassin Parisien, caractérisée par un ensoleillement médiocre, une pluviométrie moyenne régulièrement répartie au cours de l’année et un hiver froid (3 °C).
Pour la période 1971-2000, la température annuelle moyenne est de 9,9 °C, avec une amplitude thermique annuelle de 15,5 °C. Le cumul annuel moyen de précipitations est de 821 mm, avec 12,8 jours de précipitations en janvier et 9,4 jours en juillet. Pour la période 1991-2020, la température moyenne annuelle observée sur la station météorologique de Météo-France la plus proche, « Signy-l'abbaye », sur la commune de Signy-l'Abbaye à 11 km à vol d'oiseau, est de 10,2 °C et le cumul annuel moyen de précipitations est de 1 060,5 mm. 
La température maximale relevée sur cette station est de 40 °C, atteinte le 25 juillet 2019 ; la température minimale est de −20,5 °C, atteinte le 17 janvier 1985,,.
Les paramètres climatiques de la commune ont été estimés pour le milieu du siècle (2041-2070) selon différents scénarios d'émission de gaz à effet de serre à partir des nouvelles projections climatiques de référence DRIAS-2020. Ils sont consultables sur un site dédié publié par Météo-France en novembre 2022.

## Urbanisme

### Typologie
Au 1er janvier 2024, Givron est catégorisée commune rurale à habitat très dispersé, selon la nouvelle grille communale de densité à 7 niveaux définie par l'Insee en 2022.
Elle est située hors unité urbaine et hors attraction des villes,.

### Occupation des sols
L'occupation des sols de la commune, telle qu'elle ressort de la base de données européenne d’occupation biophysique des sols Corine Land Cover (CLC), est marquée par l'importance des territoires agricoles (91,4 % en 2018), une proportion identique à celle de 1990 (91,4 %). La répartition détaillée en 2018 est la suivante : 
prairies (64,9 %), terres arables (26,5 %), zones urbanisées (4,9 %), forêts (3,7 %), zones agricoles hétérogènes (0,1 %). L'évolution de l’occupation des sols de la commune et de ses infrastructures peut être observée sur les différentes représentations cartographiques du territoire : la carte de Cassini (XVIIIe siècle), la carte d'état-major (1820-1866) et les cartes ou photos aériennes de l'IGN pour la période actuelle (1950 à aujourd'hui).

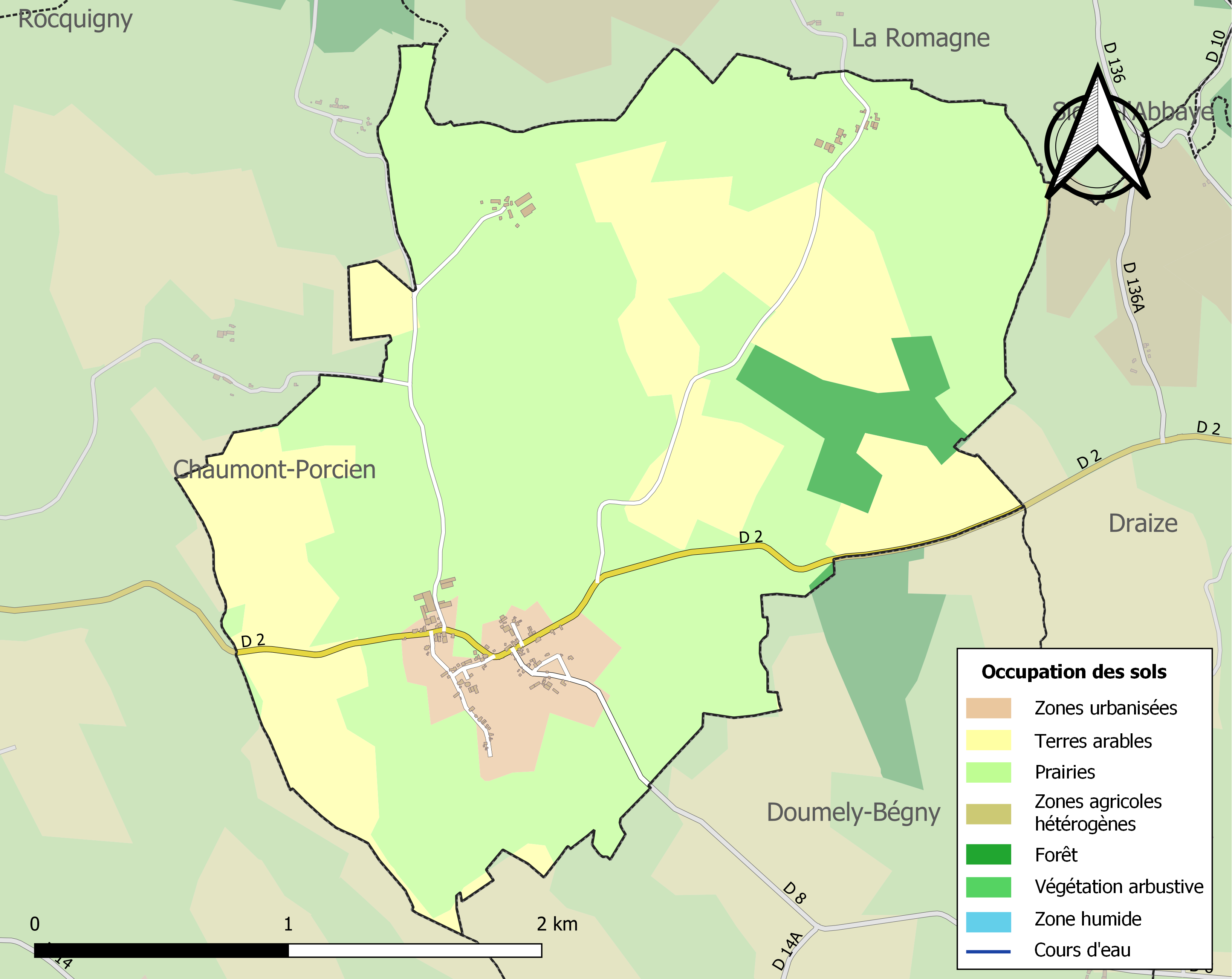
Carte des infrastructures et de l'occupation des sols de la commune en 2018 (CLC).

## Toponymie
Le nom de la localité est attesté sous la forme « sicut via vêtus vadit a rivo qui dicitur Moyscun usque ad alium rivum qui dicitur Gyverun » en 1168.
Du gaulois gibronem, un nom en lien avec la présence de chèvres

## Histoire
Autrefois : Giveronnum. Gyvron. Giverun.
Moyen Âge : présence d'une motte castrale dans le fond du village, possiblement datée du XIIe - XIIIe siècle.

## Politique et administration
| Période                                  | Période                   | Identité                                     | Étiquette | Qualité           |
| ---------------------------------------- | ------------------------- | -------------------------------------------- | --------- | ----------------- |
| Mars 2001                                | 2014                      | Guy Benoit                                   |           |                   |
| Mars 2014                                | En cours (au 26 mai 2020) | Gilles Duant, Réélu pour le mandat 2020-2026 |           | Retraité agricole |
| Les données manquantes sont à compléter. |                           |                                              |           |                   |

## Démographie
1881 : 271 h.
1982 : 99 h.
L'évolution du nombre d'habitants est connue à travers les recensements de la population effectués dans la commune depuis 1793. Pour les communes de moins de 10 000 habitants, une enquête de recensement portant sur toute la population est réalisée tous les cinq ans, les populations de référence des années intermédiaires étant quant à elles estimées par interpolation ou extrapolation. Pour la commune, le premier recensement exhaustif entrant dans le cadre du nouveau dispositif a été réalisé en 2006.

En 2022, la commune comptait 94 habitants, en évolution de +8,05 % par rapport à 2016 (Ardennes : −2,97 %, France hors Mayotte : +2,11 %).
| 1793 | 1800 | 1806 | 1821 | 1831 | 1836 | 1841 | 1846 | 1851 |
| ---- | ---- | ---- | ---- | ---- | ---- | ---- | ---- | ---- |
| 325  | 335  | 357  | 403  | 413  | 393  | 399  | 386  | 383  |

| 1866 | 1872 | 1876 | 1881 | 1886 | 1891 | 1896 | 1901 | 1906 |
| ---- | ---- | ---- | ---- | ---- | ---- | ---- | ---- | ---- |
| 343  | 305  | 302  | 271  | 275  | 270  | 257  | 265  | 264  |

| 1911 | 1921 | 1926 | 1931 | 1936 | 1946 | 1954 | 1962 | 1968 |
| ---- | ---- | ---- | ---- | ---- | ---- | ---- | ---- | ---- |
| 234  | 197  | 208  | 176  | 191  | 148  | 154  | 112  | 119  |

| 1975 | 1982 | 1990 | 1999 | 2006 | 2011 | 2016 | 2021 | 2022 |
| ---- | ---- | ---- | ---- | ---- | ---- | ---- | ---- | ---- |
| 95   | 99   | 95   | 85   | 79   | 91   | 87   | 91   | 94   |

## Lieux et monuments
- Église Saint-Nicolas de Givron.

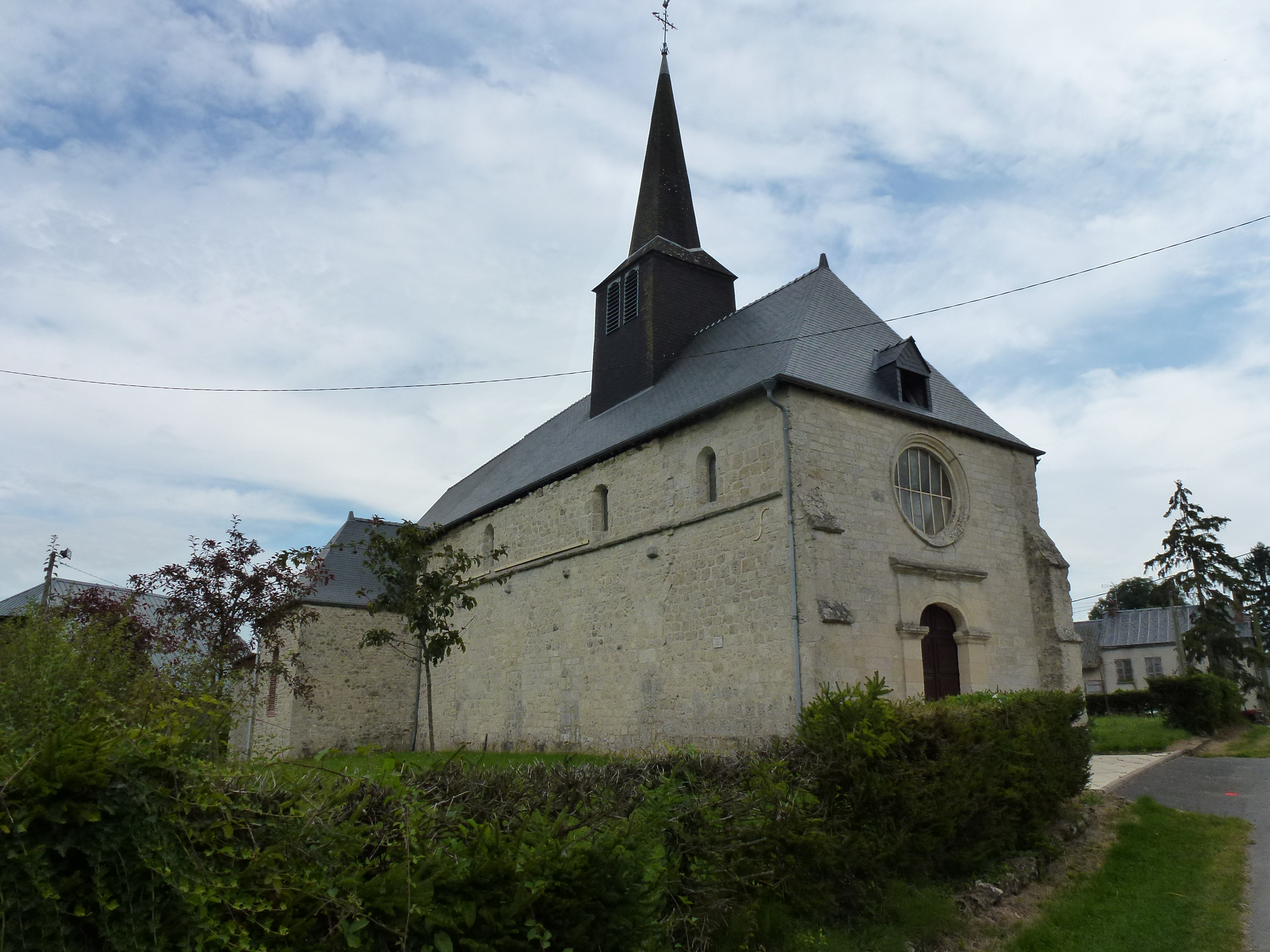
Église Saint-Nicolas.
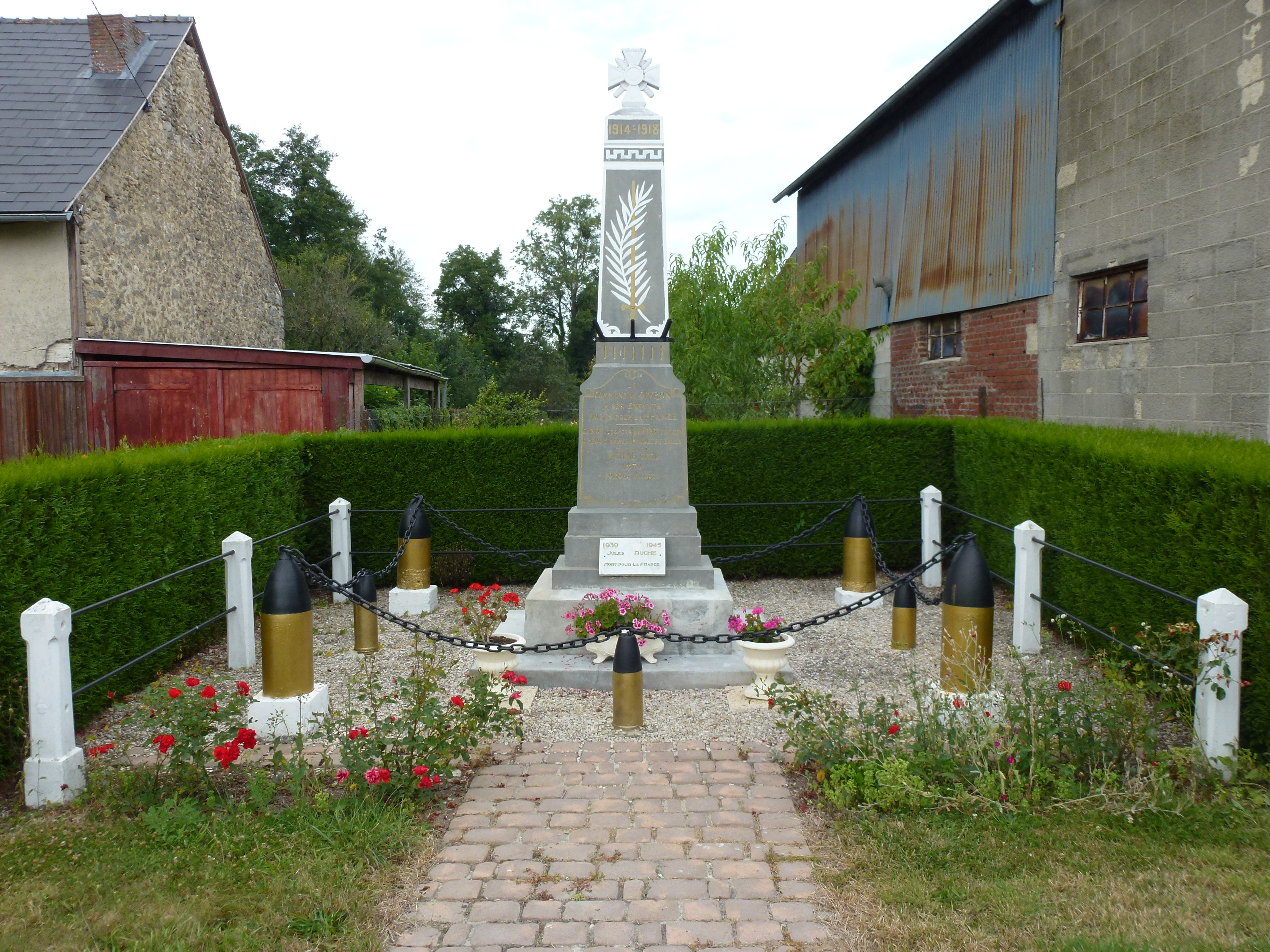
Monument aux morts.
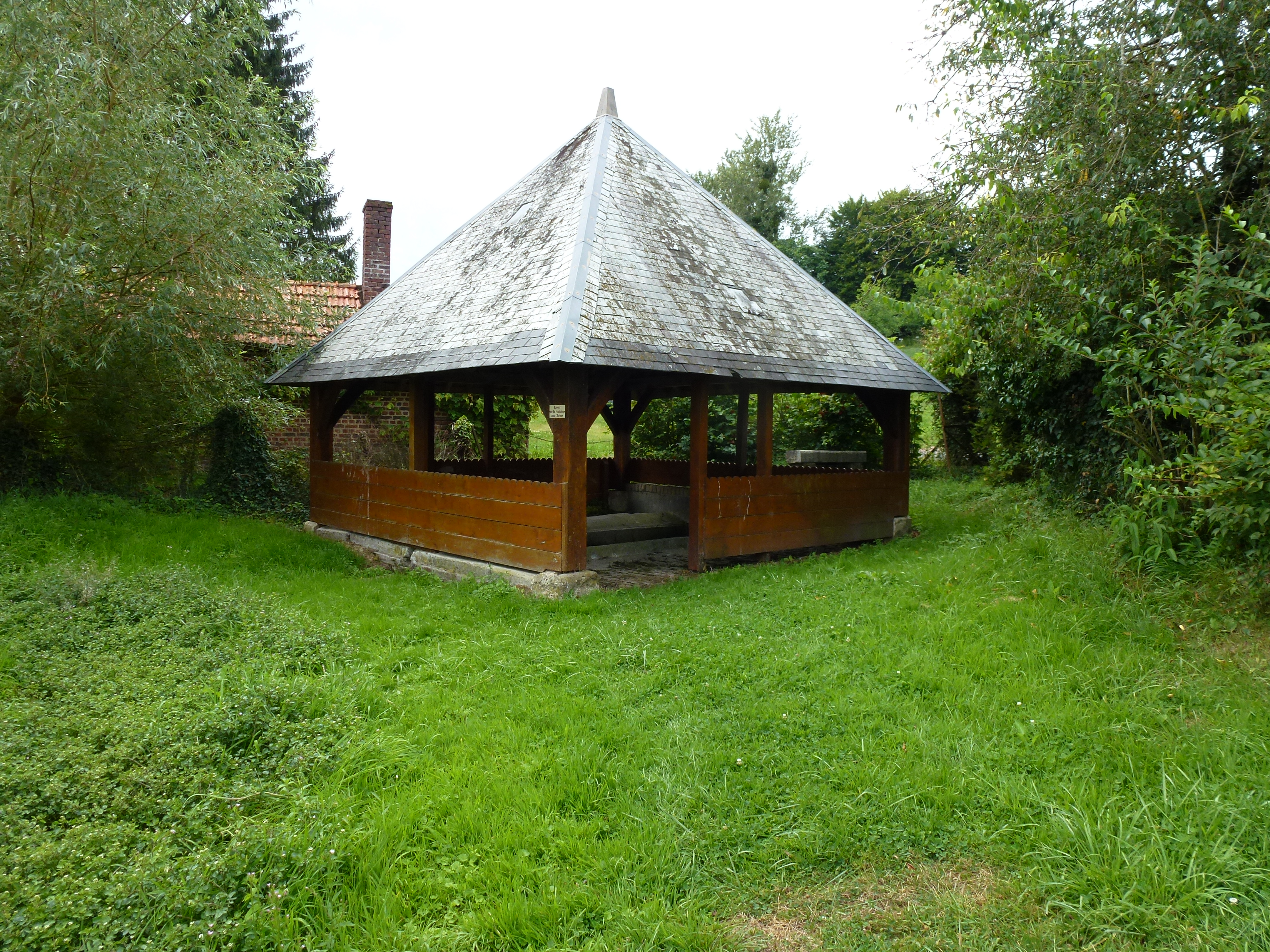
Lavoir de la fontaine aux Chênes.

## Personnalités liées à la commune
- Jacques-Joseph Baudrillart, agronome et forestier français, né le 20 mai 1774 à Givron et mort à Paris le 24 mars 1832.

## Héraldique
| Blason de Givron | Blason  | Tiercé en pairle renversé:au 1) d'azur à trois besants d'or, au 2) d'argent à une hache d'armes de gueules, au 3) de sinople au bouquet de sept épis de blés d'or, posés en éventail et liés de gueules. |
| Blason de Givron | Détails | Le statut officiel du blason reste à déterminer. |